# Jüdischer Friedhof (Coppenbrügge)

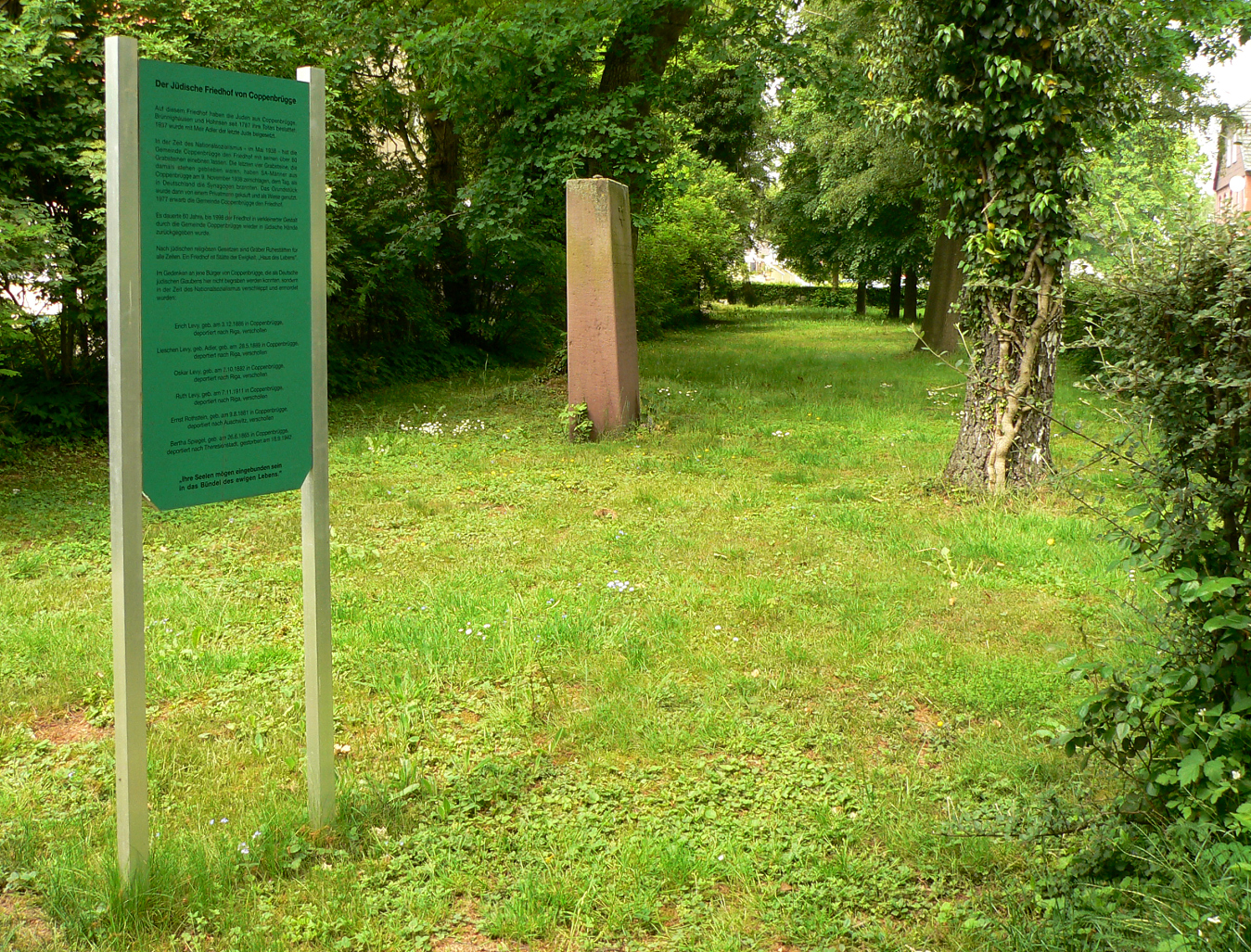
Das Friedhofsgelände (2016) mit Informationstafel und Gedenkstein von 1962

Der Jüdische Friedhof in Coppenbrügge ist eine frühere jüdische Begräbnisstätte im niedersächsischen Landkreis Hameln-Pyrmont. 

## Lage und Beschreibung
Der Friedhof liegt an der Bundesstraße 1 am Rande der Altstadt zwischen dem Parkgelände der Burg Coppenbrügge und einem Schulgelände. Die ursprüngliche Friedhofsgröße betrug fast 1500 m². Heute umfasst der im Zusammenhang mit dem Schul- und Wegebau verkleinerte Friedhof rund 1000 m². Auf dem Friedhof befinden sich keine Grabsteine mehr, da sie 1938 beseitigt wurden. An früheren Zeugnissen sind die beiden alten Torpfosten und Steinplatten wieder aufgestellt worden. Darüber hinaus steht auf dem Gelände ein im Jahre 1962 vom Landesverband der jüdischen Gemeinden Niedersachsen aufgestellter Gedenkstein.

## Geschichte
Seit 1787 beerdigte die jüdische Gemeinde Coppenbrügge ihre Toten aus dem Ort, sowie aus Brünnighausen und Hohnsen, auf dem etwa einen Morgen großen Friedhof, der an der Chaussee von Hameln nach Hildesheim lag. Das ursprünglich auf Domänenland liegende Grundstück erwarb die jüdische Gemeinde 1836. 1842 stellte sie darauf zwei steinerne Torpfosten mit der Inschrift Bet Hachaim (Haus der Lebenden) auf, die bis heute (2016)  erhalten sind. 
Die jüdische Gemeinde Coppenbrügge war im 18. und 19. Jahrhundert bedeutend gewesen. Ihr gehörten zeitweise mehr als zehn Familien mit 80 bis 100 Personen an. 1933 gab es nur noch drei jüdische Familien im Ort. 1936 standen 64 Grabsteine auf dem Friedhof. Die letzte Bestattung erfolgte im Jahr 1937.

### Zeit des Nationalsozialismus
1935 ersuchte der Bürgermeister von Coppenbrügge den Landrat des Kreises Hameln-Pyrmont Helmut Lambert, den Friedhof schließen zu lassen. Er begründete dies damit, dass die Ruhestätte innerhalb der geschlossenen Ortschaft liege und an das Siedlungsgelände angrenze. Der Landrat schloss sich dem Ersuchen an und forderte gegenüber dem hannoverschen Regierungspräsidenten, den Friedhof „so schnell wie möglich“ zu entfernen, da er an der Reichsstraße, der heutigen B 1, liege. Diese Straße befuhr Adolf Hitler jeweils, wenn er vom jährlichen Reichserntedankfest am Bückeberg nach Goslar reiste, wo der Reichsbauerntag stattfand.
Der Regierungspräsident lehnte zunächst eine Schließung aus verkehrspolizeilichen Gründen ab. 1937 ordnete er nach wiederholten Anfragen des Landrats im Jahr 1937 die Schließung des Friedhofs an. Die Anlage sollte bis zum Ablauf der Ruhefrist, die sich üblicherweise auf 30 Jahre nach der letzten Bestattung belief, erhalten bleiben.
Nach der Friedhofsschließung kam es im Januar 1938 zu einem Vertragsabschluss zwischen der Gemeinde Coppenbrügge und der jüdischen Gemeinde in Hameln über künftige Beerdigungen. Diese sollten zukünftig auf dem Jüdischen Friedhof Hameln stattfinden. Die Friedhofsanlage in Coppenbrügge wollte die dortige Gemeinde auf eigene Kosten in einem würdigen Zustand dauernd erhalten. Im Mai 1938 hatte der Coppenbrügger Bürgermeister den Friedhof einebnen, und die Grabsteine beseitigen lassen. Sie fanden Verwendung als Baumaterial im Straßenbau und auf dem christlichen Friedhof. Der frühere jüdische Friedhof wurde zu einer Wiese umgestaltet und zwecks Grasnutzung verpachtet.  Vier Grabstellen blieben erhalten, weil ihre Ruhefristen noch nicht abgelaufen waren. Im Oktober 1938 wollte die Gemeinde Coppenbrügge das Friedhofsgrundstück dem letzten jüdischen Bürger im Ort abkaufen und bot ihm 450 Reichsmark. Spätere Schätzungen bezifferten den Grundstückswert auf rund 2000 Reichsmark. Ein Vertrag kam nicht zustande, da der jüdische Bürger während des Novemberpogroms vom 9. November 1938 verhaftet wurde und vorübergehend in das KZ Buchenwald transportiert wurde. Bei dem Pogrom zerstörten SA-Angehörige aus Coppenbrügge die letzten vier Grabsteine auf dem Friedhof. 1941 kam es zu Verkaufsverhandlungen zwischen der Gemeinde Coppenbrügge und der Reichsvereinigung der Juden in Deutschland. 1942 teilte der Coppenbrügger Bürgermeister der Reichsvereinigung mit, dass er persönlich das Friedhofsgelände erwerben wolle. Nach einem entsprechenden Kaufvertrag von 1943 ging das Grundstück in seinen Privatbesitz über.

### Nachkriegszeit

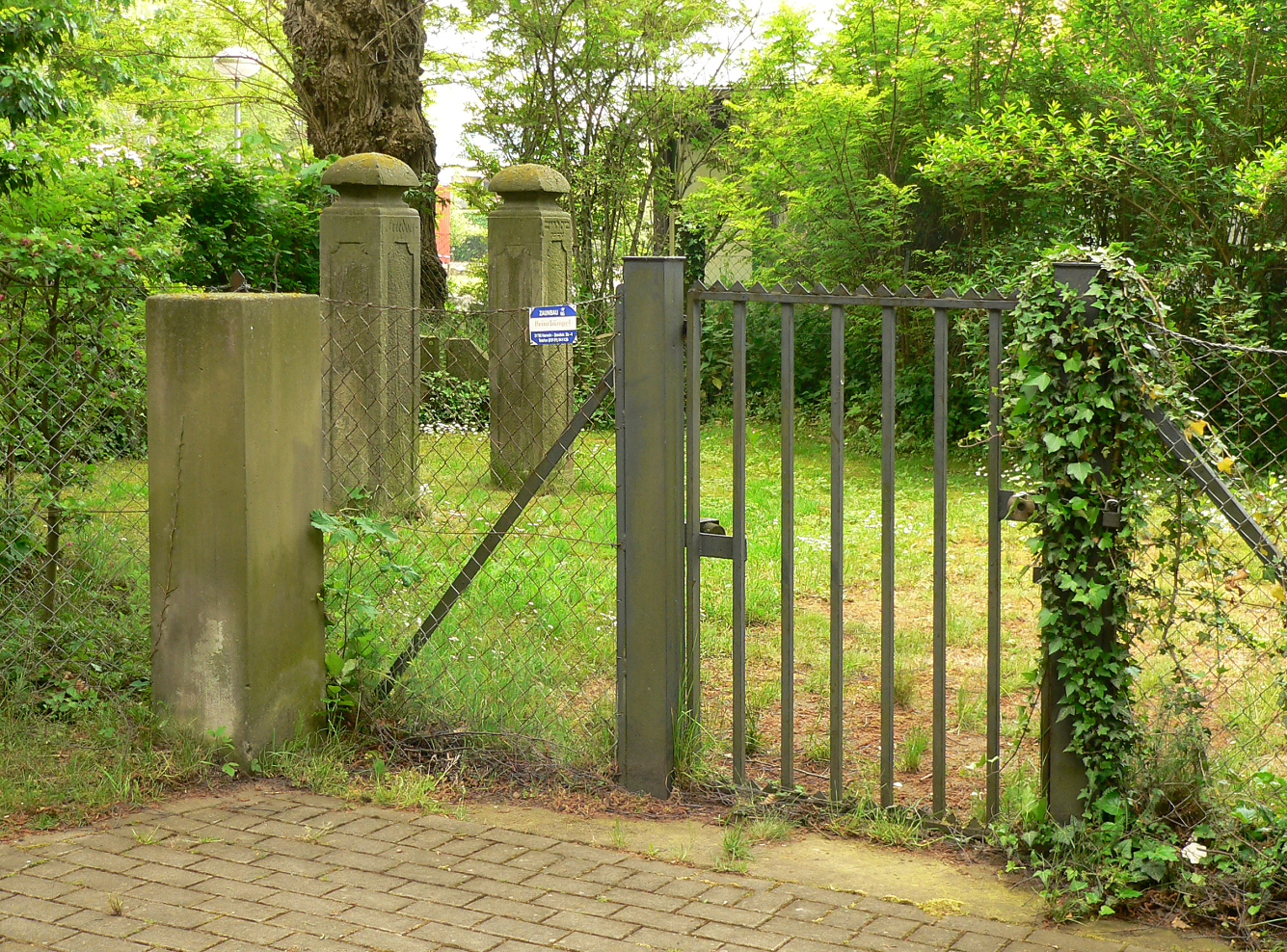
Eingangstor und dahinter die beiden ursprünglichen Torpfosten von 1842

Im Jahr 1951 forderte die Jewish Trust Corporation von dem Privatbesitzer die Rückerstattung des früheren Friedhofsgrundstücks. Die Forderung lehnte das Wiedergutmachungsamt beim Landgericht Hannover wegen der Geringfügigkeit des Vermögenswertes unter 1000 DM ab. 1962 ließ das Land Niedersachsen den Friedhof wieder herrichten. Dazu hatten die Eigentümer das Grundstück der Gemeinde Coppenbrügge verpachtet. Der Landesverband der Jüdischen Gemeinden von Niedersachsen stellte 1962 auf dem Gelände einen Gedenkstein auf.
1977 kam die Gemeinde Coppenbrügge in den Besitz des Friedhofs. Nach einer 1995 einsetzenden öffentlichen Diskussion über das frühere jüdische Leben in Coppenbrügge wurde der Friedhof am 9. November 1998 nach 60 Jahren in jüdische Hände zurückgegeben. In dem Zusammenhang wurde eine Informationstafel aufgestellt und die beiden im Jahre 1842 aufgestellten Torpfosten des Friedhofs kehrten an den Ort zurück.